# Amauropelta pilosula
Amauropelta pilosula là một loài dương xỉ thuộc họ Thelypteridaceae. Loài này được Johann Friedrich Klotzsch và Gustav Karl Wilhelm Hermann Karsten mô tả khoa học đầu tiên năm 1856.